# Ridley Bikes

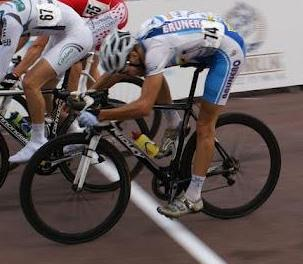
Cycliste U23 du Team Brunero sur un vélo de l'entreprise

Ridley Bikes est un fabricant de cycles belge.

## Histoire
Fondée en 1990 par Jochim Aerts (aujourd’hui directeur général de la société) sous le nom de Race Production NV, l'entreprise naît comme une entreprise qui fabrique des cadres. Puis elle devient, en l’espace de quelques années, fabricant de vélos.  Au cours des premières années, Ridley est devenue célèbre pour le soutien apporté aux coureurs locaux belges, et notamment au jeune Tom Boonen, vainqueur du championnat belge espoirs (moins de 23 ans) en 2001.
Ridley est ainsi devenu leader du cyclo-cross[réf. nécessaire] qui est un sport national en Belgique. Entre 2004 et 2008, quatre des cinq championnats du monde ont été remportés par des coureurs qui enfourchaient des vélos Ridley. En 2006, à Zeddam aux Pays-Bas, Ridley a fait un doublé avec E.Vervecken et B.Wellens et a remporté un championnat dans la catégorie espoirs (moins de 23 ans) avec Z.Štybar.
En 2003, Ridley sort sa première structure en carbone, Damoclès, et les victoires se multiplient[réf. nécessaire] : grands tours, classiques de printemps et bien d’autres lignes d’arrivée avec l’équipe ProTour Davitamon-Lotto. Damoclès optimise l’orientation et la poussée sur les pédales, rendant ainsi plus légers les sprints sur les routes de montagne[réf. nécessaire]. Noah, qui a fait ses débuts au Tour de France 2006, a conquis la cinquième place avec Cadel Evans, mais chez les sprinters, il est en revanche arrivé premier avec Robbie McEwen. La rigidité de l’axe de pédalier, la tige de selle spéciale intégrée et le tube de direction majoré ont conduit McEwen à le surnommer « le vélo le plus rapide sur lequel je sois jamais monté. »[réf. nécessaire]

## Équipes professionnelles sponsorisées
- Silence-Lotto
- Telenet-Fidea
- Palmans Cras